# Beata Beatrix (réplica)
Beata Beatrix es una pintura de Dante Gabriel Rossetti realizada entre 1871 y 1873, siendo ésta una de las réplicas del original pintado entre 1864 y 1870. La obra se exhibe actualmente en el Instituto de Arte de Chicago.

## Historia
La obra, originalmente propiedad de William Graham, fue vendida por la casa de subastas Christie's el 3 de abril de 1888 por un precio de 1.207 libras, habiendo pertenecido en 1886 a Charles L. Hutchinson y siendo legada en 1925 al Instituto de Arte de Chicago.
La obra fue exhibida por primera vez en el Burlington Fine Arts Club (BFAC) en 1883 y años después en la Exposición Universal de San Luis en 1904; en el Museo Albright-Knox de Buffalo en mayo de 1905; en el Museo de Arte de Toledo durante la Ohio Inaugural Exhibition de 1912; en el Instituto de Arte de Chicago durante el Century of Progress Exhibition of Paintings and Sculptures de 1933; en el Wadsworth Atheneum durante la Exhibition of Literature and Poetry in Painting de 1933; en el Carnegie Institute en 1938; y en la Galería de Arte de Ontario en 1940.

## Elaboración
William Graham solicitó fervientemente a Rossetti una copia de Beata Beatrix que el pintor había elaborado para William Cowper debido a que la obra había "apelado a mis sentimientos por encima y más allá que cualquier otro cuadro que haya visto jamás, y el amor por él solo se ha profundizado con su crecimiento y mi conocimiento de su historia". El artista empezó a quejarse al poco tiempo de empezar a trabajar en la réplica para Graham puesto que no deseaba ejecutar el trabajo, llevándolo a cabo únicamente con el fin de contentar a uno de sus mejores clientes además de por motivos económicos. Rossetti empezó a elaborar el cuadro en julio de 1871, hallándolo demasiado difícil y abandonándolo al no tener esperanzas de terminarlo, si bien el 5 de septiembre de 1871, el pintor afirmó que había retomado la obra, terminándola una semana después y empezando a continuación con la elaboración de la predela solicitada por Graham, la cual completó, probablemente, en octubre del mismo año.
Según una declaración hecha por Rossetti a Madox Brown, el pintor no se sentía satisfecho con el resultado.
Este último lo alentó a continuar con el trabajo, el cual efectuó a finales de 1872 y durante los primeros meses de 1873. El 4 de febrero, Rossetti contó a su hermano que había "conseguido al fin el marco para la Beatriz de Graham y la predela, y las he hecho lucir satisfactoriamente, creo, según el último trabajo", escribiendo ese mismo día a Brown para agradecerle su ánimo y su ayuda: "me puse a trabajar en Beatriz y la Predela y los he puesto bastante en armonía ahora, y les he dado un inmenso trato en todos los sentidos. En verdad estoy infinitamente agradecido a usted por haberme inducido a tomar este cuadro otra vez, ya que ahora es tan bueno como cualquier otro mío, y me libra de una deuda muy grave". El coste original de la pintura fue de 900 guineas, aumentando el precio en 157 libras por el añadido de la predela.

## Composición

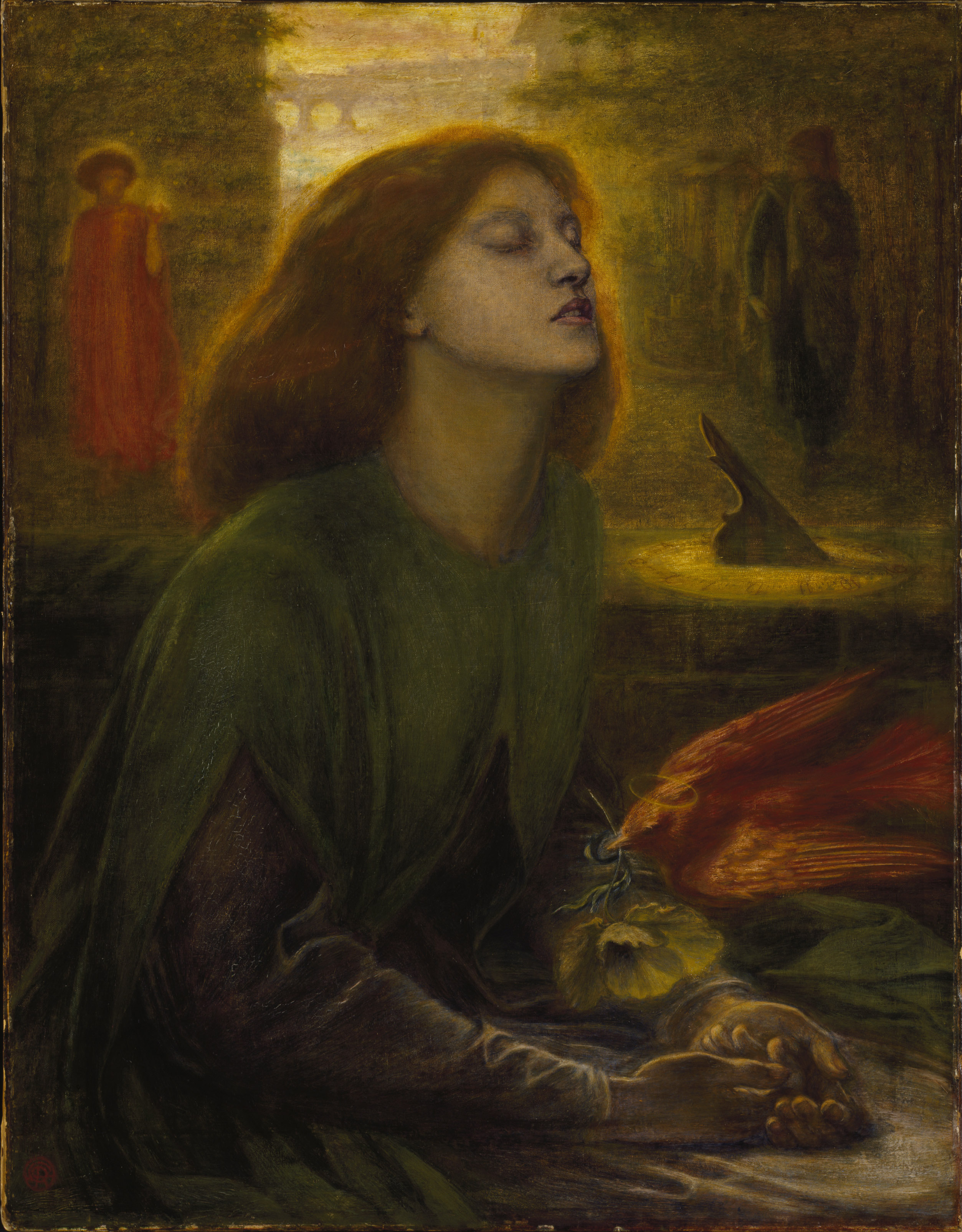
Beata Beatrix, por Rossetti (1864-1870)

Esta pintura constituye uno de los trabajos más cuidados de Rossetti tras un periodo de infelicidad dedicado a la elaboración de una obra únicamente por dinero. En lo relativo al concepto y a la iconografía, esta pintura presenta pocas diferencias respecto a la original pintada entre 1864 y 1870, a excepción de la predela, la cual aporta motivos dantescos así como un significado autobiográfico y una reminiscencia del arte medieval, evidenciando además los Cantos XXIX y XXXI del Purgatorio de Dante, en los cuales se menciona el castigo de Dante impuesto por Beatrice por su devoción vacilante así como también la contrita declaración de Dante sobre su falta.
Técnicamente, no obstante, el cuadro presenta algunas diferencias notables, sobre todo en el fondo del mismo en comparación con el original. En la réplica todos los elementos se hallan articulados con gran precisión: las figuras de Dante y Eros; sus respectivos accesorios (el pozo, símbolo del renacimiento y la Nueva Vida con la que Beatriz está soñando.; y el Arbor Vitae situado al fondo de Eros); y la vista distante de la arquitectura de Florencia. 
Por un lado, el aumento gradual de la definición parece dotar al cuadro de un gran realismo, si bien por otro destaca el incremento de la resonancia simbólica, apreciándose este efecto como consecuencia de la luz dorada que invade la obra. En el original, Rossetti sitúa una aureola sobre Beatriz (al igual que en la figura del Amor) mediante una ingeniosa manipulación del tono dorado el cual otorga un aspecto natural y artificial a la vez, alcanzando dicha luz dorada a la totalidad de los dos tercios izquierdos de la imagen. La intención en este caso no es producir una profunda recesión realista, puesto que la luz parece simular una extensión de la persona de Beatriz, una inundación gloriosa que rima con la carne dorada más oscura de su rostro y sus manos. En la réplica, Rossetti altera ligeramente el foco de idealidad mostrado en la pintura original, estando en este caso el ideal centrado claramente en el rostro de Beatriz, el cual está dibujado desde una perspectiva más alejada de la figura de su fallecida esposa a la vez que se aproxima a una forma más abstracta. La réplica constituye, en términos generales, una pintura considerablemente más dinámica que la obra original, girando la energía en esta ocasión en torno a tres líneas: las definidas por el reloj de sol, la que une a la paloma con la figura del Amor, y la del brazo derecho de Beatriz, estando estas simbólicas relaciones plasmadas en tonos rojo y dorado.

## Análisis
El detallado comentario de Rossetti a Graham refleja perfectamente la iconografía de la obra:

El cuadro debe por supuesto ser visto no como una representación del incidente de la muerte de Beatriz, sino como un ideal del tema, simbolizado por un trance o una repentina transfiguración espiritual. Beatriz está visiblemente absorta en el Cielo, mirándolo como si fuese a través de sus pápados cerrados (como Dante dice al final de la Vita Nuova): 'Él quien es Bendecido a lo largo de todas las eras;' y en señal del cambio supremo, el pájaro radiante, un mensajero de la muerte, deja caer la blanca amapola entre sus manos abiertas. En el fondo está la Ciudad la cual, como Dante dice: 'se sentó solitaria en el luto por su muerte;' y a través de cuya calle el propio Dante es visto pasar mirando hacia la figura del Amor enfrente, en cuya mano la vida menguante de su señora parpadea como una llama. En el reloj de sol a su lado la sombra cae en la hora nueve, número que Dante conecta místicamente en muchos sentidos con ella y con su muerte. La fecha bajo la predela (31 de marzo de 1300) es la del encuentro de Dante y Beatriz en el Jardín del Edén (Purg. C. 30, o 31)—eso es, la fecha tal vez está calculada según el plano del poema. Las palabras ‘Veni, Sponsa di Libano’ son cantadas en el encuentro por las mujeres en el séquito de Beatriz.

Varios autores señalan que la amapola portada por el místico pájaro (una advocación del Espíritu Santo) simboliza la muerte y la castidad. Stephens, presumiblemente en concurrencia con el artista, afirma que Beatriz está sentada "en un balcón del palacio de su padre en Florencia. El cuadro nos sitúa en la cámara desde la cual el balcón se abre, y la forma de la damisela está medio perdida contra la luz exterior, medio fusionada con las sombras interiores del palacio ...las visiones celestiales de la Nueva Vida son reveladas a los ojos de su espíritu. La ventana abierta aporta una visión del Arno, su puente, y las torres y palacios de esa ciudad en la cual Dante y Beatriz pasaron sus vidas hasta el fatídico mes de junio de 1290, cuando ella murió, y, como el poeta nos cuenta, «la ciudad entera vino a ser, como lo fue, viuda y despojada de toda dignidad...» En el fondo el poeta Dante alternativamente saluda a la figura del Amor, el ideal Eros de su visión, quien, sosteniendo un corazón llameante, pasa al otro lado de la imagen hacia el cielo, y parece indicarle que debería seguirlo en ese camino".
En esta versión del tema (y en contraste con la pintura original) Rossetti muestra claramente las formas del Ponte Vecchio y el Campanile, con menor claridad en lo que respecta a las figuras del Duomo y la panorámica del Palazzo Vecchio, particularizando así la imagen como un paisaje urbano de Florencia.

## Marco

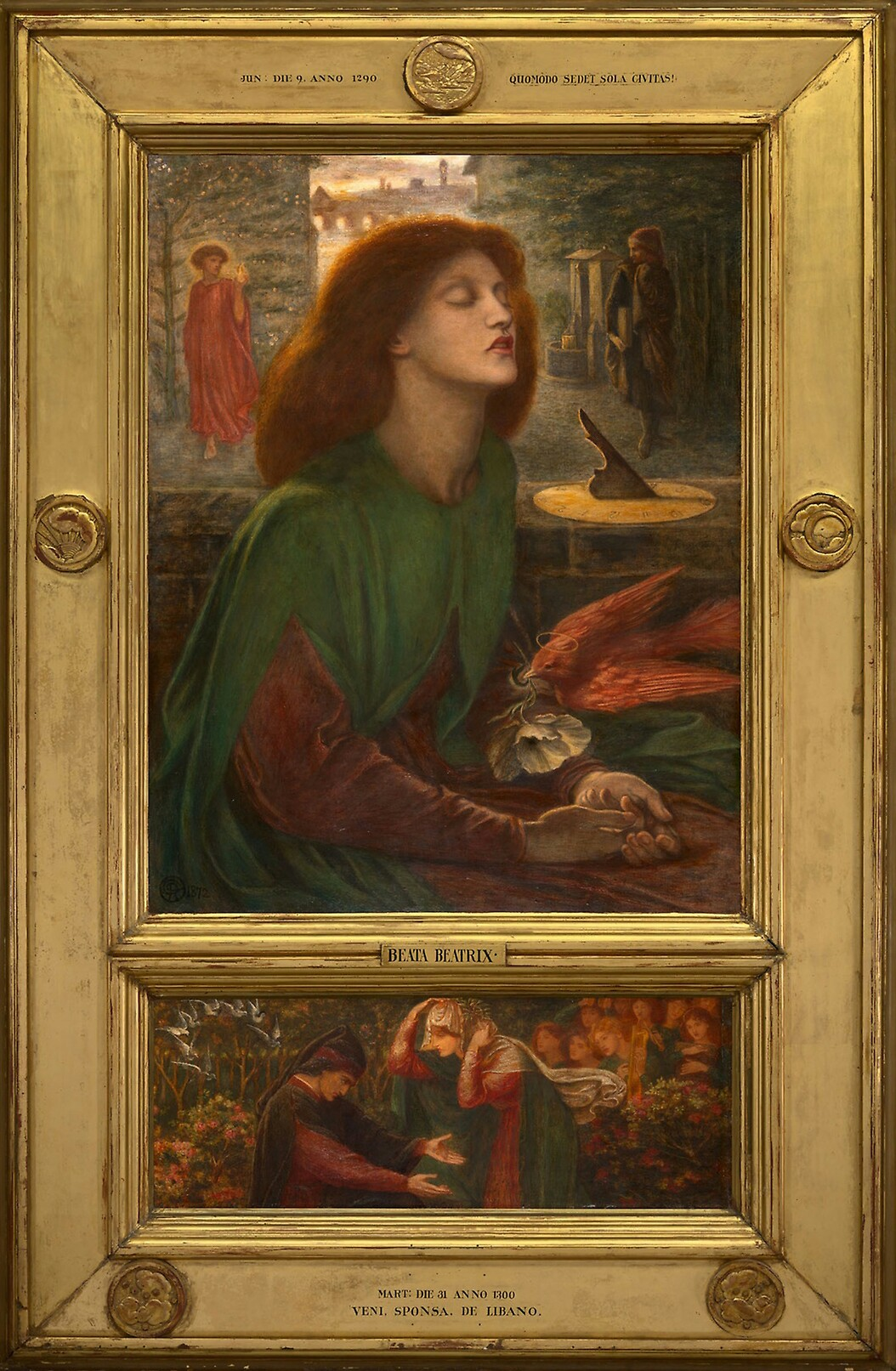
Réplica de Beata Beatrix en su marco original

El diseño del marco constituye una copia del original, a excepción de que en la réplica el mismo se halla dividido en dos partes, separando la imagen principal de la predela y portando una pequeña placa con el título de la obra. Los simbólicos medallones son idénticos en ambos cuadros, si bien la réplica cuenta con dos medallones en su base en lugar de uno además de mostrar la totalidad de los mismos en un orden distinto. La cima del marco posee dos inscripciones provenientes del capítulo XXX de la Vita Nuova: "Jun: Die 9: ANNO 1290 QUOMODO SEDET SOLA CIVITAS!". Por su parte, la predela cuenta con una inscripción situada bajo la misma procedente del Purgatorio XXX.11: "MART. DIE 31 ANNO 1300, Veni Sponsa di Libano".

## Galería de imágenes (detalles de la obra)

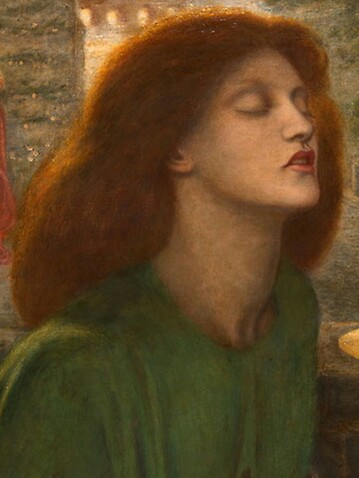
Detalle del rostro de Beatriz
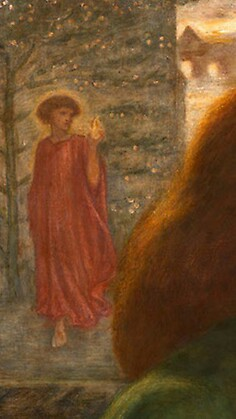
Detalle de la figura del Amor
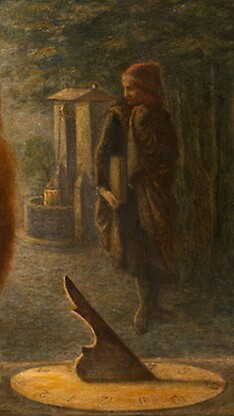
Detalle de la figura de Dante, el pozo y el reloj de sol
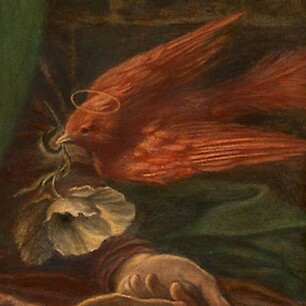
Detalle del pájaro y la amapola
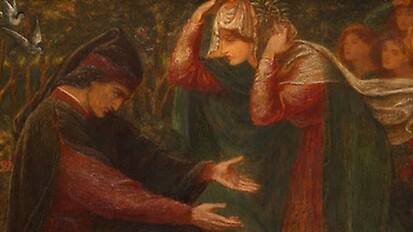
Detalle de Dante y Beatriz
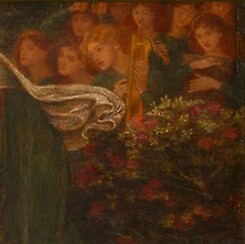
Detalle del séquito de Beatriz